# Associazione Sportiva Casale 1988-1989
Questa voce raccoglie le informazioni riguardanti l'Associazione Sportiva Casale nelle competizioni ufficiali della stagione 1988-1989.

## Divise e sponsor
| 1ª divisa | 2ª divisa |

## Rosa
| N. |                   | Ruolo | Calciatore          |
| -- | ----------------- | ----- | ------------------- |
|    | Italia (bandiera) | P     | Maurizo Brancaccio  |
|    | Italia (bandiera) | D     | Daniele Cacciola    |
|    | Italia (bandiera) | A     | Maurizio Calamita   |
|    | Italia (bandiera) | C     | Alessandro Castagna |
|    | Italia (bandiera) | C     | Claudio Col         |
|    | Italia (bandiera) | A     | Mauro De Riggi      |
|    | Italia (bandiera) | C     | Francesco Di Napoli |
|    | Italia (bandiera) | A     | Giuseppe Falzone    |
|    | Italia (bandiera) | P     | Massimo Ferraresso  |

| N. |                   | Ruolo | Calciatore            |
| -- | ----------------- | ----- | --------------------- |
|    | Italia (bandiera) | D     | Stefano Pietro Luxoro |
|    | Italia (bandiera) | C     | Alessandro Madocci    |
|    | Italia (bandiera) | A     | Lorenzo Mazzeo        |
|    | Italia (bandiera) | C     | Stefano Melchiori     |
|    | Italia (bandiera) | D     | Liborio Mirisola      |
|    | Italia (bandiera) | C     | Enzo Mocellin         |
|    | Italia (bandiera) | D     | Moreno Mozzone        |
|    | Italia (bandiera) | D     | Vinicio Olmi          |
|    | Italia (bandiera) | D     | Mirco Omiccioli       |

## Risultati

### Campionato

#### Girone di andata
| 11 settembre 1988 1ª giornata | Cuoiopelli | 0 – 2 | Casale |  |

| 18 settembre 1988 2ª giornata | Casale | 2 – 0 | Olbia |  |

| 25 settembre 1988 3ª giornata | Vogherese | 1 – 3 | Casale |  |

| 2 ottobre 1988 4ª giornata | Casale | 2 – 2 | Massese |  |

| 9 ottobre 1988 5ª giornata | Casale | 0 – 2 | Pavia |  |

| 16 ottobre 1988 6ª giornata | Ilva | 2 – 0 | Casale |  |

| 23 ottobre 1988 7ª giornata | Casale | 0 – 0 | Cecina |  |

| 30 ottobre 1988 8ª giornata | Alessandria | 0 – 0 | Casale |  |

| 6 novembre 1988 9ª giornata | Casale | 1 – 0 | Oltrepò |  |

| 13 novembre 1988 10ª giornata | Sorso | 0 – 1 | Casale |  |

| 20 novembre 1988 11ª giornata | Casale | 1 – 1 | Pro Vercelli |  |

| 27 novembre 1988 12ª giornata | Siena | 1 – 2 | Casale |  |

| 4 dicembre 1988 13ª giornata | Casale | 1 – 0 | Sarzanese |  |

| 11 dicembre 1988 14ª giornata | Casale | 1 – 0 | Poggibonsi |  |

| 18 dicembre 1988 15ª giornata | Tempio | 1 – 1 | Casale |  |

| 1º gennaio 1989 16ª giornata | Casale | 1 – 1 | Pontedera |  |

| 8 gennaio 1989 17ª giornata | Rondinella | 1 – 1 | Casale |  |

#### Girone di ritorno
| 15 gennaio 1989 18ª giornata | Casale | 2 – 0 | Cuoiopelli |  |

| 22 gennaio 1989 19ª giornata | Olbia | 0 – 0 | Casale |  |

| 5 febbraio 1989 20ª giornata | Casale | 1 – 0 | Vogherese |  |

| 12 febbraio 1989 21ª giornata | Massese | 1 – 1 | Casale |  |

| 19 febbraio 1989 22ª giornata | Pavia | 1 – 1 | Casale |  |

| 5 marzo 1989 23ª giornata | Casale | 2 – 0 | Ilva |  |

| 12 marzo 1989 24ª giornata | Cecina | 0 – 0 | Casale |  |

| 19 marzo 1989 25ª giornata | Casale | 0 – 0 | Alessandria |  |

| 25 marzo 1989 26ª giornata | Oltrepò | 0 – 0 | Casale |  |

| 9 aprile 1988 27ª giornata | Casale | 1 – 0 | Sorso |  |

| 16 aprile 1989 28ª giornata | Pro Vercelli | 0 – 1 | Casale |  |

| 23 aprile 1989 29ª giornata | Casale | 0 – 0 | Siena |  |

| 30 aprile 1989 30ª giornata | Sarzanese | 0 – 0 | Casale |  |

| 14 maggio 1989 31ª giornata | Poggibonsi | 0 – 0 | Casale |  |

| 21 maggio 1989 32ª giornata | Casale | 1 – 0 | Tempio |  |

| 28 maggio 1989 33ª giornata | Pontedera | 0 – 2 | Casale |  |

| 4 giugno 1989 34ª giornata | Casale | 3 – 0 | Rondinella |  |